# Live in Australia with the Melbourne Symphony Orchestra
Albums de Elton John
Leather Jackets
(1986) Elton John's Greatest Hits Vol. 3
(1987)
Live in Australia with the Melbourne Symphony Orchestra est un album live d'Elton John avec le Melbourne Symphony Orchestra, enregistré au Sydney Entertainment Centre le 14 décembre 1986 et sorti le 13 juin 1987.   

## Histoire de l'album
Le concert, enregistré le 14 décembre 1986, était le dernier d'une série de concerts donnés tout au long des deux derniers mois de 1986, qui faisaient partie de la tournée de force de John en Australie et en Nouvelle-Zélande. Les concerts se composaient de deux parties distinctes : lors de la première, la rock star — accompagnée de son groupe de treize ou quatorze musiciens dont des choristes et la section de cor de Onward International — portait des vêtements décalés (sa robe de scène flamboyante), des lunettes extravagantes ainsi que des perruques à la Mohawk et à la Tina Turner. La seconde mettait en vedette Elton John, son groupe et le Melbourne Symphony Orchestra, composé de 88 musiciens, habillés en Mozart.

## Liste des pistes
Toutes les chansons sont écrites par Elton John et Bernie Taupin. 
1. Sixty Years On – 5:41
2. I Need You to Turn To – 3:14
3. The Greatest Discovery – 4:09
4. Tonight – 5:58
5. Sorry Seems to Be the Hardest Word – 3:58
6. The King Must Die – 5:21
7. Take Me to the Pilot – 4:22
8. Tiny Dancer – 7:46
9. Have Mercy on the Criminal – 5:50
10. Madman Across the Water – 6:38
11. Candle in the Wind – 4:10
12. Burn Down the Mission – 5:49
13. Your Song – 4:04
14. Don't Let the Sun Go Down on Me – 6:06

Six des quatorze chansons sont initialement apparues sur l'album studio de 1970 Elton John (pistes 1, 2, 3, 6, 7 et 13).

## Musiciens
- Produit par Gus Dudgeon
- Masterisé par Greg Fulginiti US
- Elton John - piano, chant
- Fred Mandel - claviers, synthétiseurs
- Davey Johnstone - guitares
- David Paton - basse
- Charlie Morgan - batterie
- Ray Cooper - percussions
- Jody Linscott - percussions
- Alan Carvell - chœurs
- Gordon Neville - choeurs
- Shirley Lewis - choeurs
- James Newton Howard - arrangements orchestraux, chef d'orchestre
- Orchestre symphonique de Melbourne

## Certifications
| Pays                  | Certification | Unités certifiées |
| --------------------- | ------------- | ----------------- |
| Australie (ARIA)      | Platine       | 85 000            |
| Canada (Music Canada) | 2 × Platine   | 200 000           |
| États-Unis (RIAA)     | Platine       | 1 000 000         |